# Gravitrax

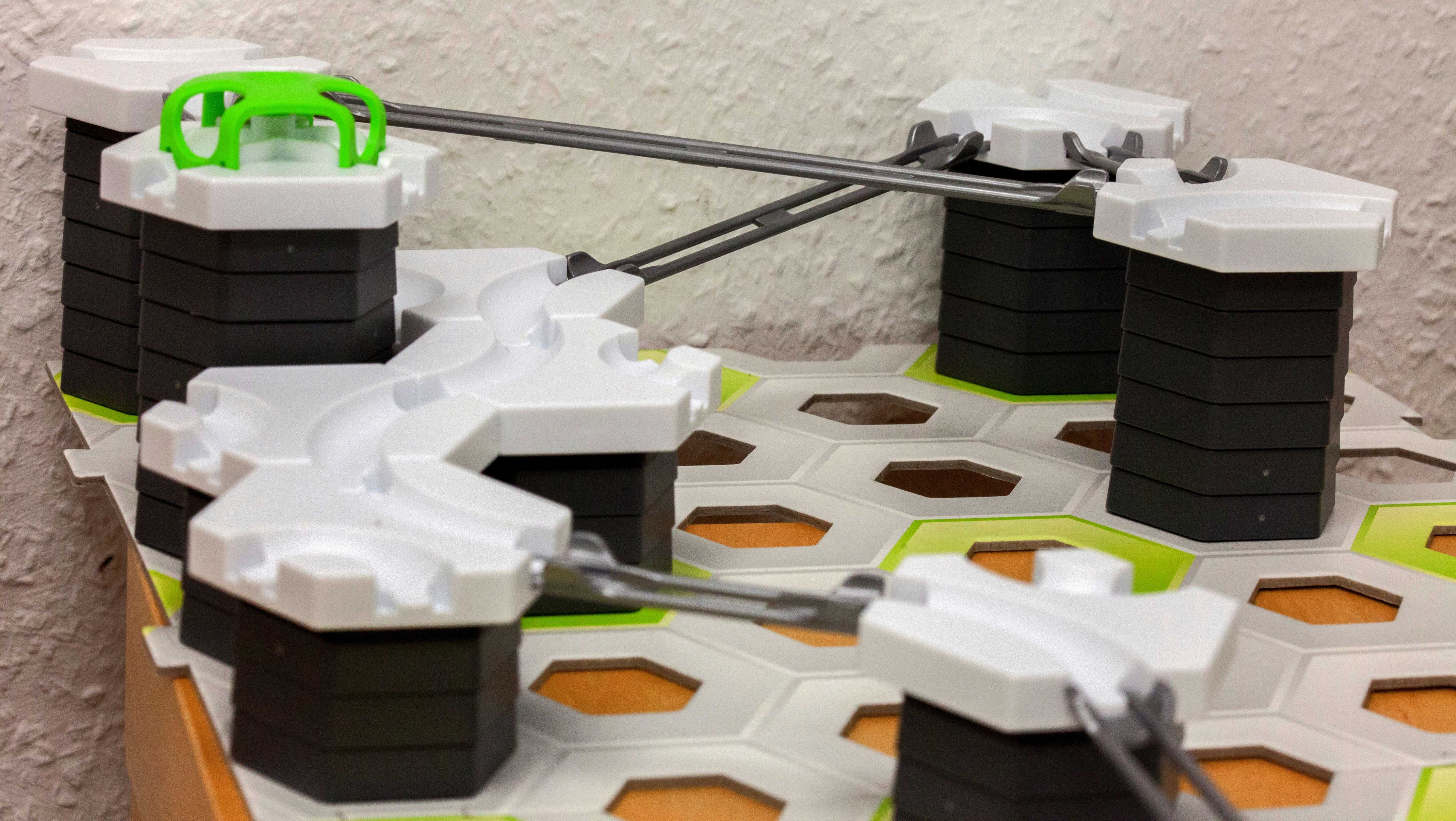
Eine aufgebaute GraviTrax-Bahn

Gravitrax (Eigenschreibweise: GraviTrax) ist ein von Ravensburger vertriebenes Konstruktionsspielzeug zum Bau von Kugelbahnen.
Gravitrax wurde 2017 veröffentlicht im Zuge der Bemühungen um die Digitalisierung von Spielen. Nach mehreren Fehlschlägen war Gravitrax eines der ersten auch wirtschaftlich erfolgreichen Spiele, die mit einer App kombiniert wurden.

## Aufbau
In den zu größeren Grundflächen zusammensteckbaren Grundplatten gibt es 27 sechseckige Löcher, in die man Höhensteine stecken kann. Darauf werden Kurvensteine platziert, die mit Schienen verbunden werden können. 
Die Core-Produktlinie war die zuerst erschienene Produktlinie. Die Grundfarbe der Steine ist weiß. 2020 erschien die Pro-Produktlinie. Hier gibt es Wände, an die Balkone gehängt werden können, auf denen dann Kurvensteine platziert werden können. Die Grundfarbe der Elemente ist schwarz.
2022 kam die Power-Produktlinie hinzu. Das Hauptmerkmal dieser Produktlinie sind elektromechanische und elektronische Elemente wie zum Beispiel ein elektrischer Lift.
Alle drei Produktlinien sind miteinander kompatibel. Des Weiteren gibt es Steine, die eine besondere Funktion haben, die sogenannten Actionsteine. Mit Stand Mitte 2023 sind 22 unterschiedliche Actionsteine verfügbar, davon 17 in der Core-Produktlinie und 5 in der Pro-Produktlinie.

## Die GraviTrax-App
Die für iOS und Android verfügbare GraviTrax-App ermöglicht die virtuelle Konstruktion von Kugelbahnen, die dann mit den Bauteilen des Systems physisch nachgebaut werden können.

## Auszeichnungen
- 2019: 2. Preis des „TOMMI – Deutscher Kindersoftwarepreis“ im Bereich „Elektronisches Spielzeug“[9]